# Mermerus
Genre
Mermerus est un genre d'opilions laniatores de la famille des Assamiidae.

## Distribution
Les espèces de ce genre se rencontrent en Indonésie à Java et en Malaisie au Sarawak.

## Liste des espèces
Selon World Catalogue of Opiliones (03/06/2021) :
- Mermerus beccarii Thorell, 1876
- Mermerus thorelli Banks, 1930

## Publication originale
- Thorell, 1876 : « Descrizione di alcune specie di Opilioni dell' Arcipelago Malese appartenenti al Museo Civico di Genova. » Annali del Museo Civico di Storia Naturale di Genova, vol. 9, p. 111–138 (texte intégral).